# Abensperg und Traun

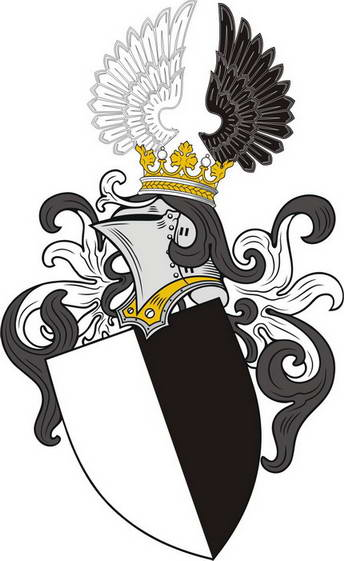
Stammwappen derer von Abensperg und Traun

Die Familie Abensperg und Traun ist eine ursprünglich aus dem oberösterreichischen Traungau stammende, zum Uradel zählende Adelsfamilie mit dem ursprünglichen Namen Traun, deren namensgebender Stammsitz Schloss Traun sich seit 1120 im Familienbesitz befindet.
1653 wurde sie von Kaiser Ferdinand III. unter dem Namen von Abensperg und Traun in den Reichsgrafenstand erhoben bzw. „wiedereingesetzt“, unter Anknüpfung an ein um 1480 ausgestorbenes bayerisches Geschlecht, die Grafen von Abensberg. Von 1662 bis 1804 regierten die Abensperg und Traun über die reichsunmittelbare Herrschaft Eglofs im Allgäu und gehörten dadurch zum Hochadel des Heiligen Römischen Reichs.
Die Familie zählt zu den sogenannten „Apostelgeschlechtern“, jenen rund sechzehn Familien, die schon zur Zeit der Babenberger (976 bis 1246) in Österreich eine Rolle spielten und von denen bis heute nur noch vier in Österreich existieren (neben den Abensperg und Traun die Liechtenstein, Starhemberg und die Fürstenberg-Weitra).

## Geschichte

### Ursprung
Die gesicherte Stammreihe des aus dem Traungau stammenden Geschlechts der späteren Grafen von Abensperg und Traun beginnt mit Bernhard von Traun (Pernhart de Trune), der 1114 und 1120 urkundlich genannt wird. Wie verschiedene andere bereits um die Mitte des 12. Jahrhunderts namentlich fassbare Angehörige der Familie war er wohl edelfreier Herkunft. In der zweiten Hälfte des 12. Jahrhunderts traten die Herren von Traun in die Ministerialität (ritterliche Dienstmannschaft) der auch Traungauer Grafen genannten Otakare ein und wurden nach deren Aussterben 1192 in die Ministerialität der Babenberger übernommen. Nach dem Aussterben der Babenberger wechselten die Herren von Traun schließlich 1246 in die Dienstmannschaft der auch in Oberösterreich reich begüterten Bischöfe von Passau.

### Zwei Linien
Die gehobene Position der Herren von Traun manifestierte sich im späteren Mittelalter durch weitreichenden Grundbesitz, eine seit 1260 nachweisbaren ritterlichen Gefolgschaft, Vogteirechte über Güter der Klöster St. Florian und Göttweig sowie über die Ausübung verschiedener hoher landesfürstlicher Ämter, darunter das Amt des Landeshauptmanns ob der Enns (1362) und das Erbmarschallsamt von Salzburg (1436).
Gegen Ende des 15. Jahrhunderts teilte sich die dem oberösterreichischen Herrenstand angehörige Familie anlässlich einer Gütertrennung in zwei Hauptlinien. Die zu Beginn des 19. Jahrhunderts erloschene Eschelberger Linie erhielt das von 1283 bis 1599 in Familienbesitz befindliche Schloss Eschelberg bei St. Gotthard, während die namensgebende Stammburg Traun im Besitz der seit dem 16. Jahrhundert so genannten Maissauer Linie verblieb. Nachdem Herrschaft Maissau und Schloss Maissau im Jahre 1537 erbweise an die Herren von Traun gelangt war, verlagerte sich das Interesse der Familie im Verlauf der frühen Neuzeit mehr und mehr nach Niederösterreich.

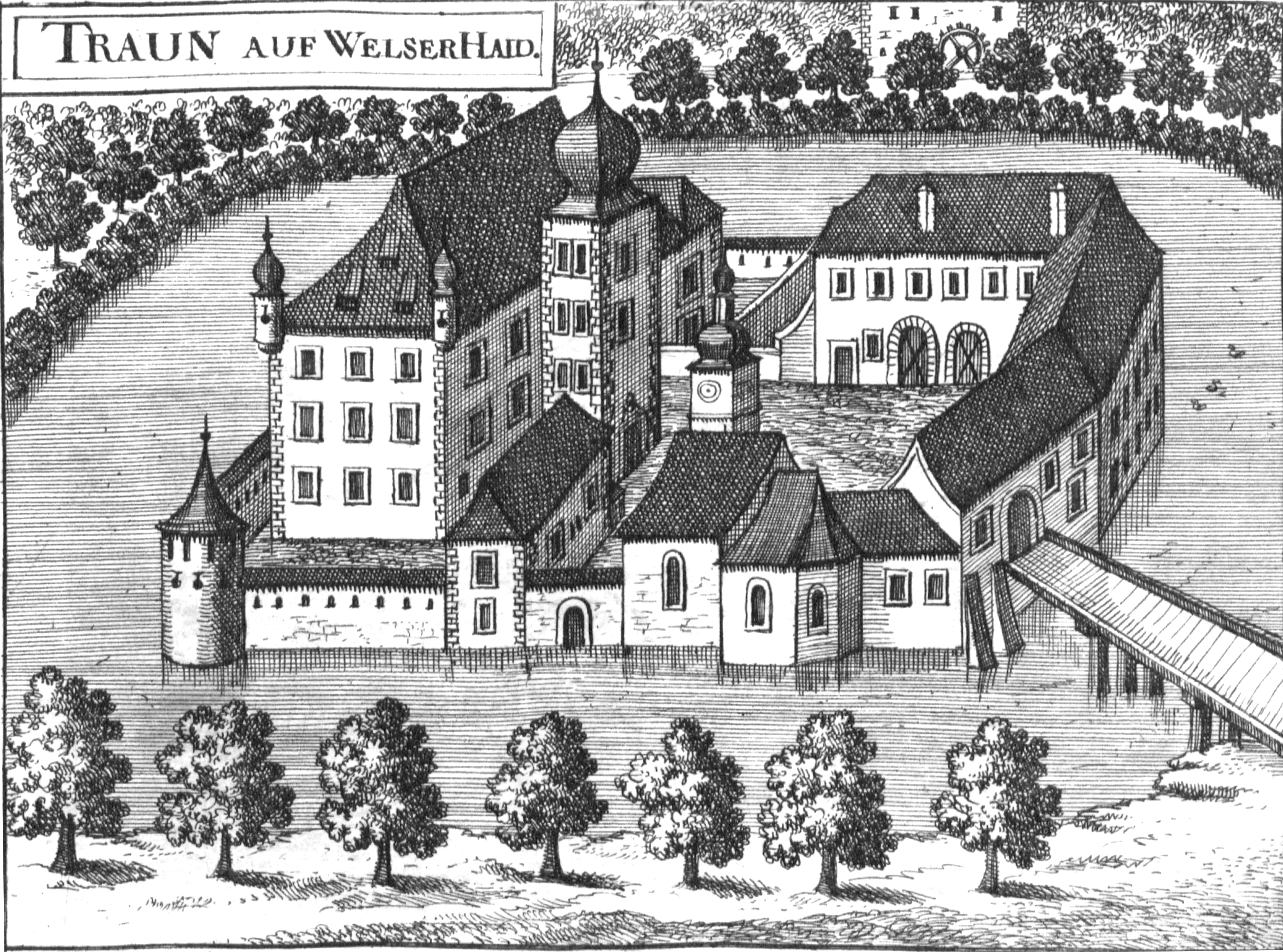
Schloss Traun
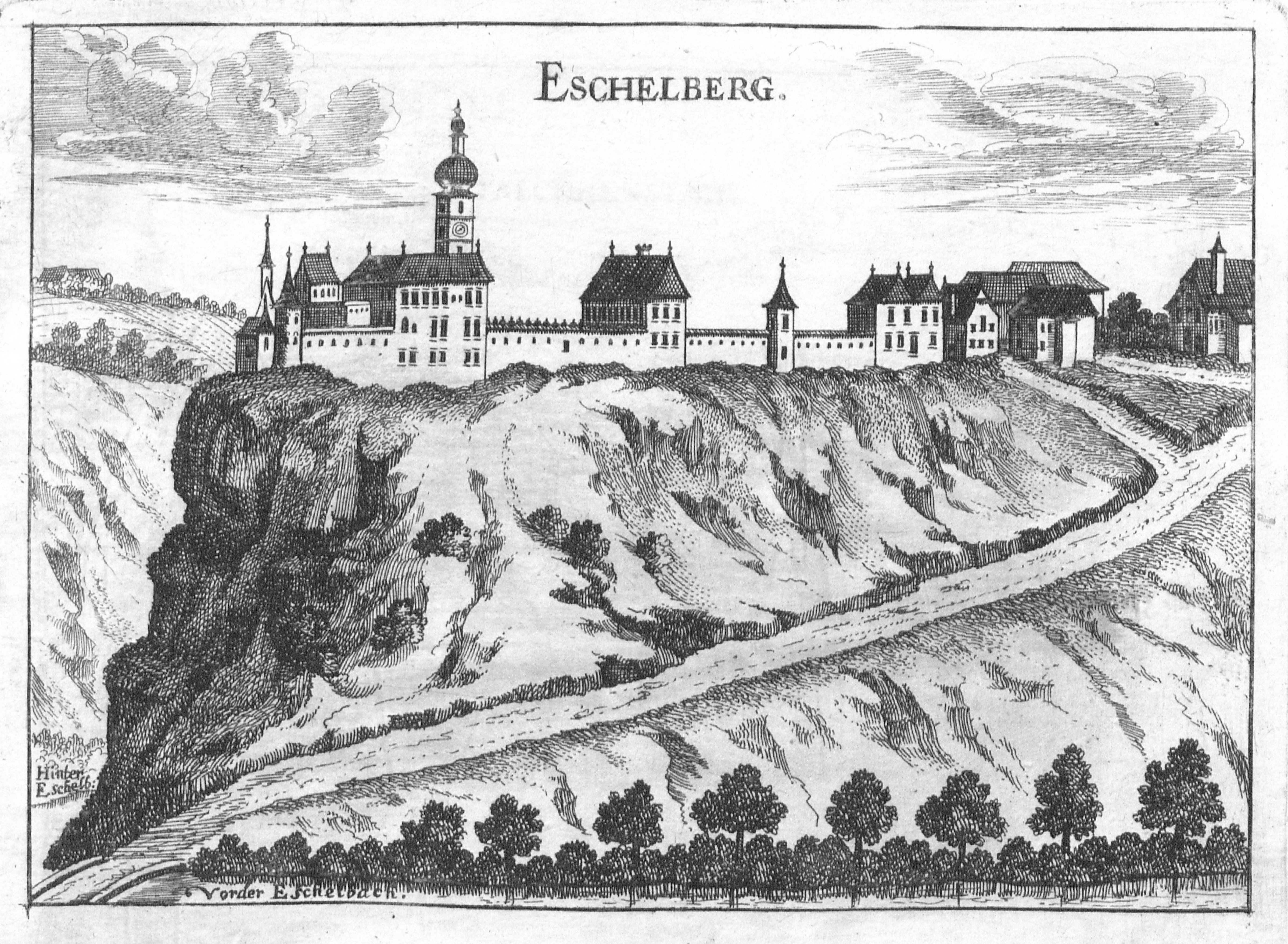
Schloss Eschelberg
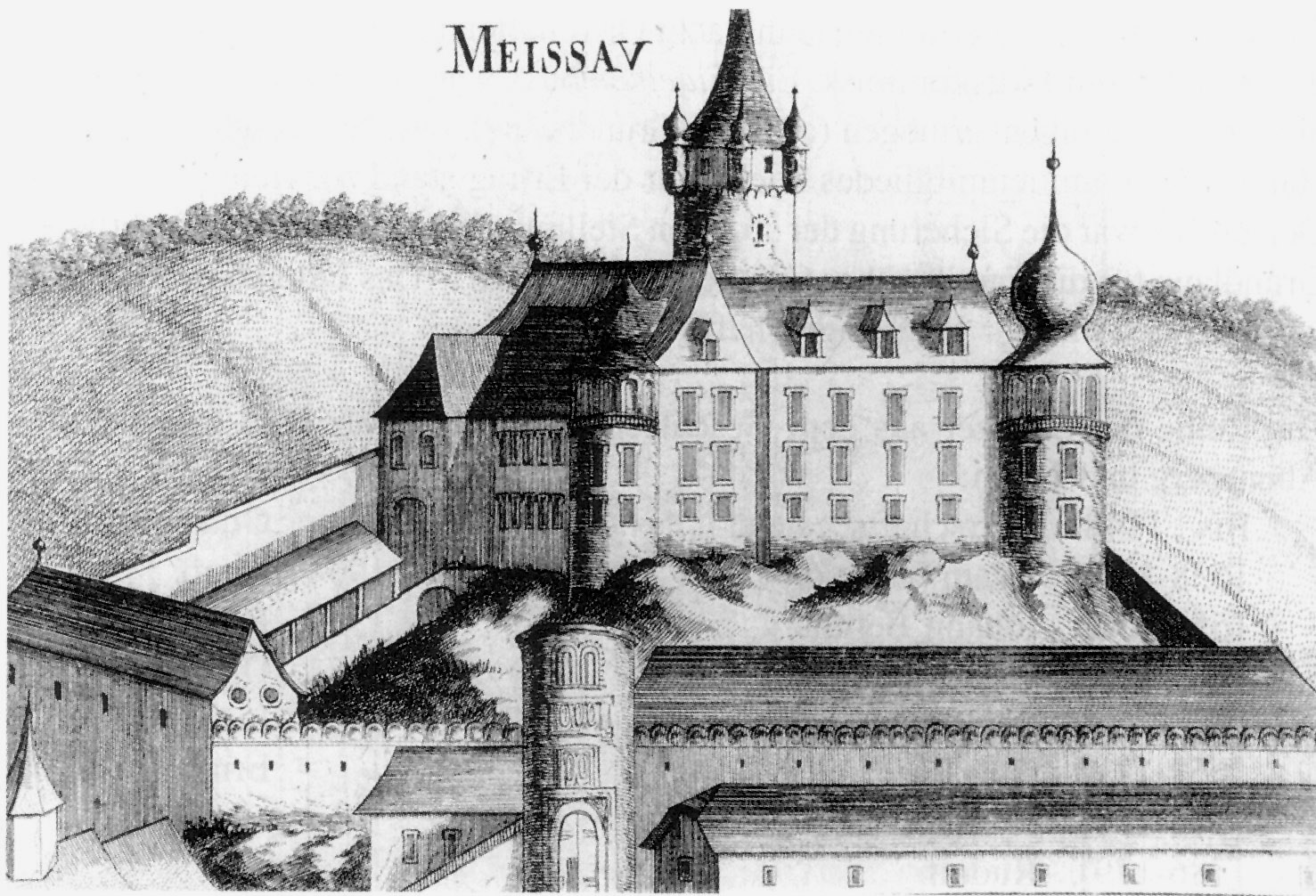
Schloss Maissau

In die zweite Hälfte des 17. Jahrhunderts fällt der Erwerb der teils bis heute in Familienbesitz befindlichen Burgen und Schlösser Petronell (1656), Groß-Schweinbarth (1658), Rappottenstein (1664), Bockfließ und Bisamberg sowie der frühbarocke Ausbau (1660) des 1857 abgetragenen Palais Traun in der Wiener Herrengasse. Im Jahr 1668 stiftete Ernst Reichsgraf von Abensperg und Traun ein die reichsunmittelbare Grafschaft Eglofs, die Herrschaft Traun und mehrere Häuser in Wien und Linz umfassendes Majorats-Fideikommiss und ein weiteres die Herrschaft Petronell betreffendes Primogenitur-Fideikommiss.
Wie die meisten führenden Geschlechter der österreichischen Erblande konvertierten die Herren von Traun im konfessionellen Zeitalter zum Protestantismus und gehörten somit der ständischen Opposition gegen die habsburgischen Landesfürsten an. Nach der Rückkehr zum katholischen Glauben eröffnete sich für verschiedene Mitglieder der Familie Traun seit etwa 1620 auch wieder die Möglichkeit, im Dienste der Habsburger hervorragende Hof- und Militärkarrieren einzuschlagen. Auch im 18. und 19. Jahrhundert bekleideten verschiedene Angehörige des Geschlechts vielfältige Militär- und Hofämter, von denen besonders die Würden des Oberstjägermeisters, Oberzeremonienmeisters und Obersthofmeisters hervorzuheben sind.
In der zweiten Hälfte des 19. Jahrhunderts wiederum teilte sich die Maissauer Linie in einen Maissauer und einen Petroneller Zweig. Während Maissau, Rappottenstein, Bockfließ und Groß-Schweinbarth an die Maissauer Linie gingen, verblieben die Schlösser und Herrschaften Petronell, Traun, Bisamberg und die drei Wiener Palais Abensperg-Traun bei der älteren Petroneller Linie.

### Reichsgrafen von Abensperg und Traun

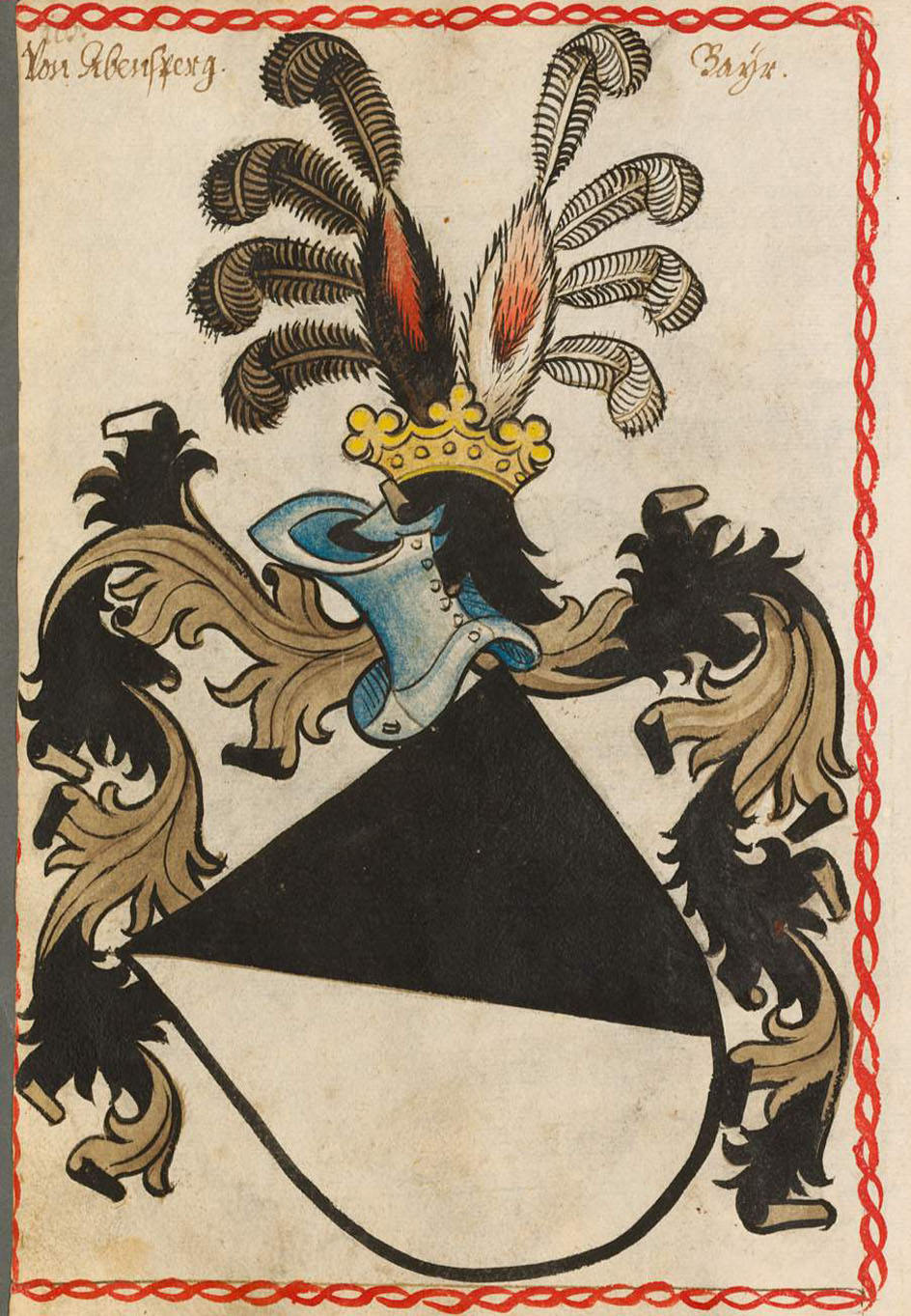
Wappen derer von Abensberg, nach Scheibler, zwischen 1450 und 1580

Im Jahre 1653 wurde die Familie von Kaiser Ferdinand III. unter dem Namen Abensperg und Traun in den Reichsgrafenstand erhoben. Beachtung verdient in diesem Zusammenhang die Tatsache, dass es sich bei dieser Standeserhöhung formal nicht um eine Erhebung, sondern um eine „Wiedereinsetzung“ in den Grafenstand handelte. Grundlage für diese Wiedereinsetzung – für die nur wenige Parallelbeispiele existieren – war eine von der kaiserlichen Kanzlei ausdrücklich bestätigte genealogische Anknüpfung an die um 1480 ausgestorbenen bayerischen Grafen von Abensberg.
In der Folge erlangten die Grafen von Abensperg und Traun bereits 1656 als eine der wenigen erbländischen Familien Sitz und Stimme im schwäbischen Reichsgrafenkollegium und erwarben 1662 die zur Teilnahme am Reichstag berechtigende, reichsunmittelbare Herrschaft Eglofs im Allgäu. Dadurch gehörten sie dann zum Hochadel („zweiter Abteilung“) des Heiligen Römischen Reichs. 1804 wurde die reichsunmittelbare Grafschaft Eglofs an den soeben zum Fürsten erhobenen Alfred I. zu Windisch-Graetz verkauft, wodurch die Grafen von Abensperg und Traun nicht mediatisiert wurden und somit nicht im Gothaischen Genealogischen Hofkalender unter den standesherrlichen Häusern zu finden sind.
In Wien-Landstraße (3. Bezirk) erinnert die Traungasse an das Adelsgeschlecht.

## Besitzungen der Familie (Auswahl)

### Besitzungen bis heute
Zum heutigen Besitzstand der Familie zählt seit 1120 (mit Unterbrechung von 1630 bis 1664) das Schloss Traun, seit 1526 das Schloss Maissau, seit 1661 das Schloss Groß-Schweinbarth und seit 1664 die Burg Rappottenstein. Das Schloss Petronell befand sich ab 1656 für 17 Generationen bzw. 350 Jahre im Familienbesitz, bis es 2006 an einen privaten Investor verkauft wurde. Das Gut in Petronell-Carnuntum verblieb jedoch im Familienbesitz. Grablege ist die Rundkapelle Petronell. In Österreich bewirtschaftet die Familie bis heute um die 8.000 Hektar Land- und Forstflächen, ferner Zinshausportfolios und argentinischer Grundbesitz.

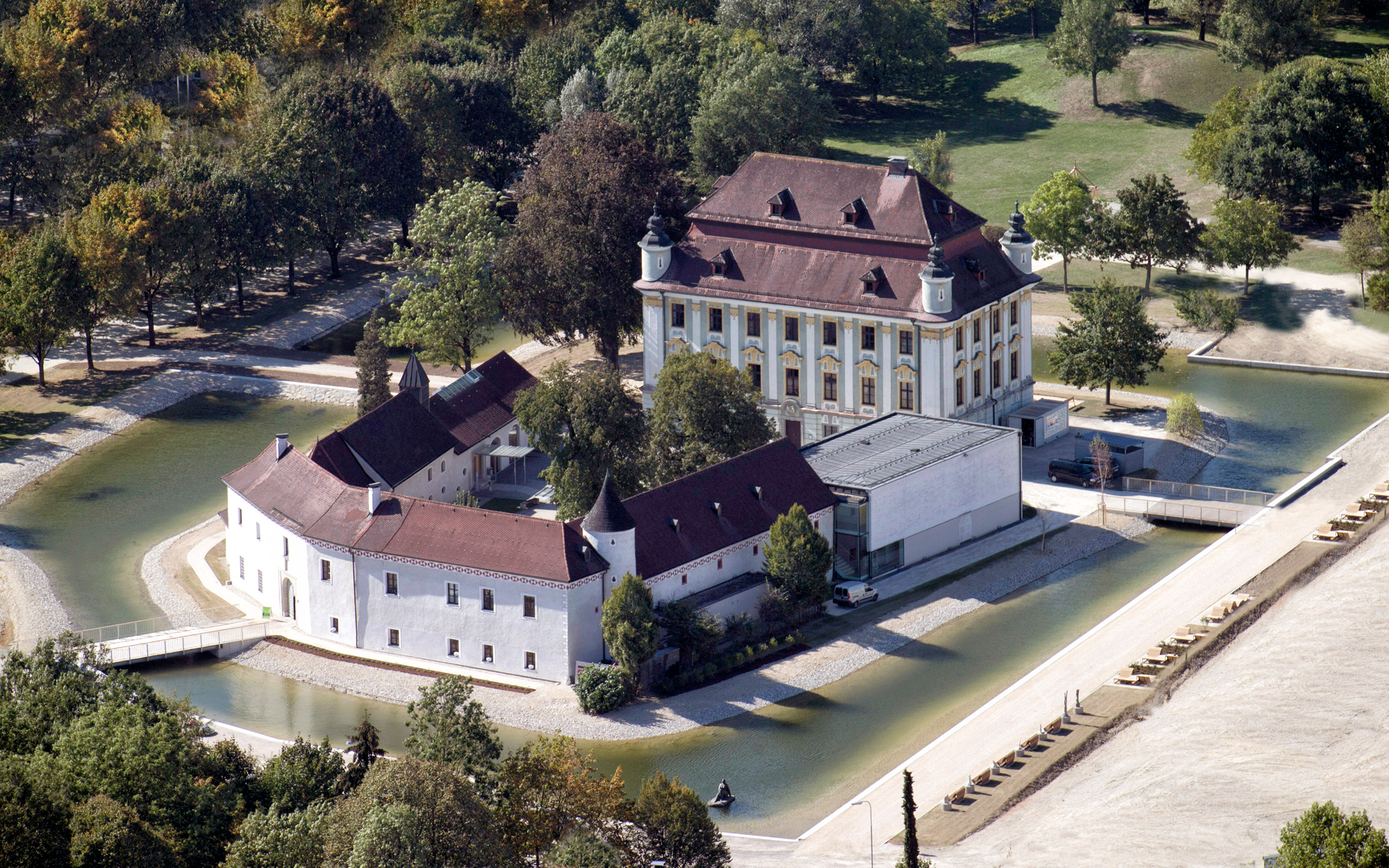
Schloss Traun (seit 1120 im Besitz)
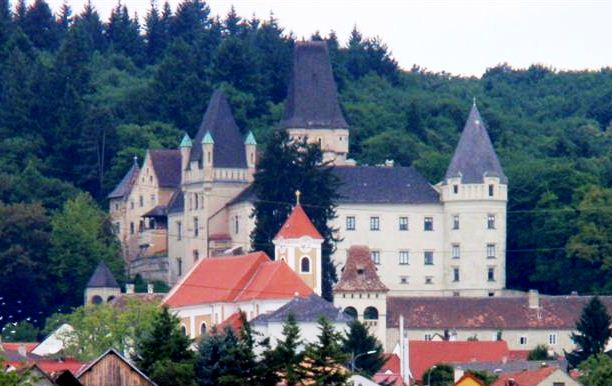
Schloss Maissau (seit 1526)
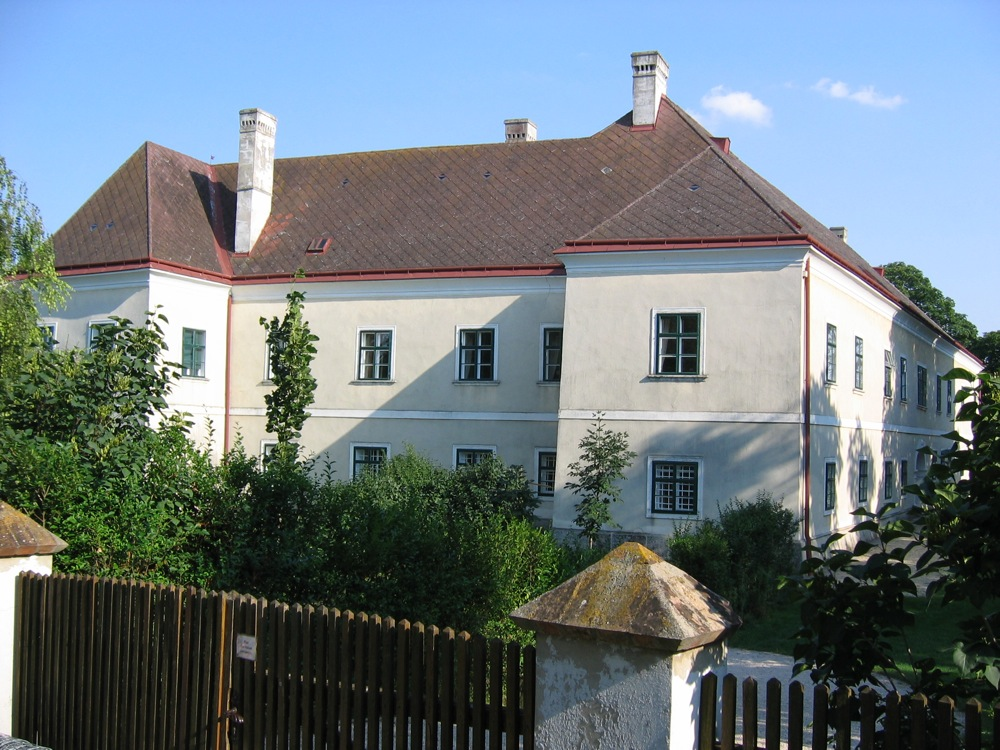
Schloss Groß-Schweinbarth (seit 1661)
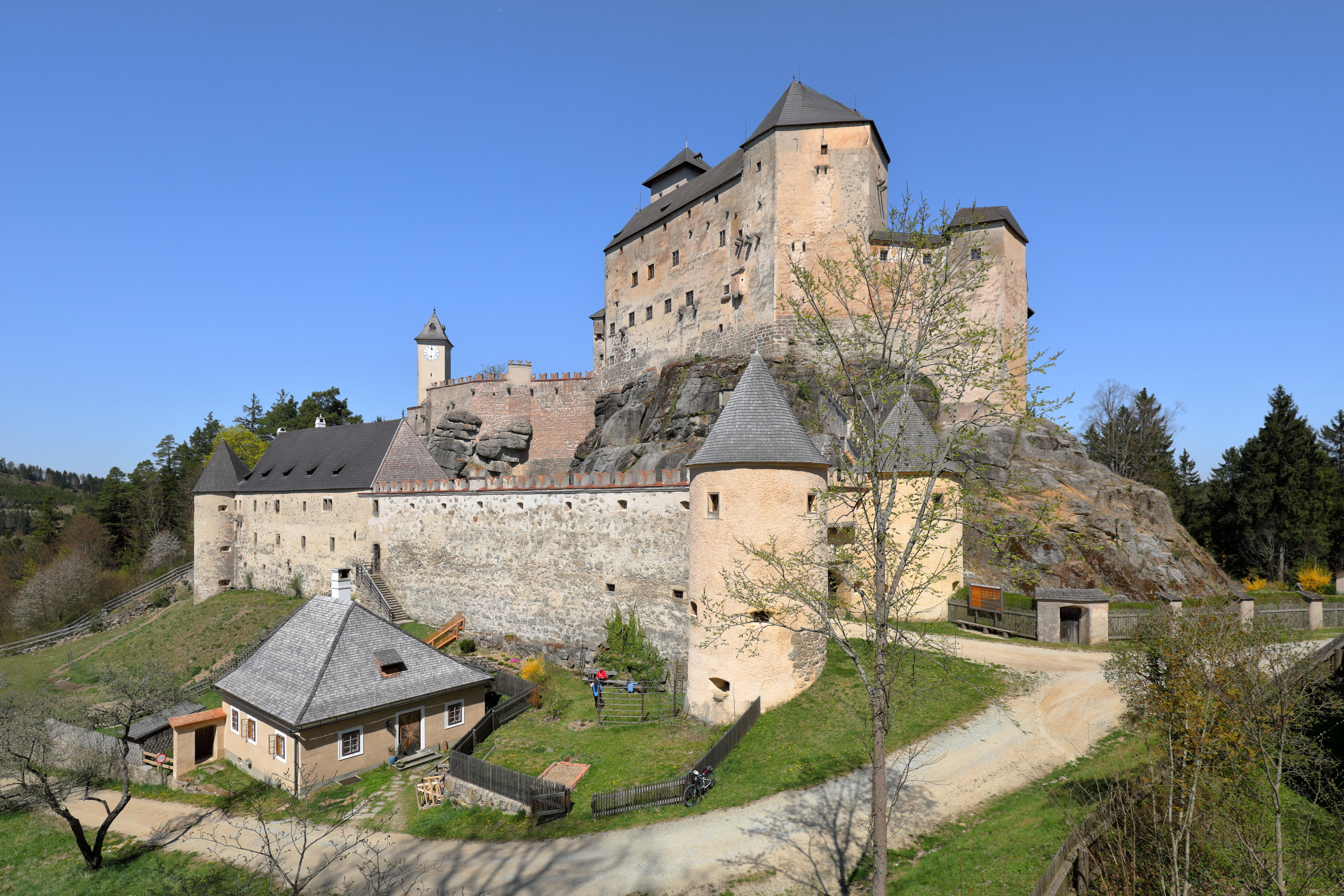
Burg Rappottenstein (seit 1664)
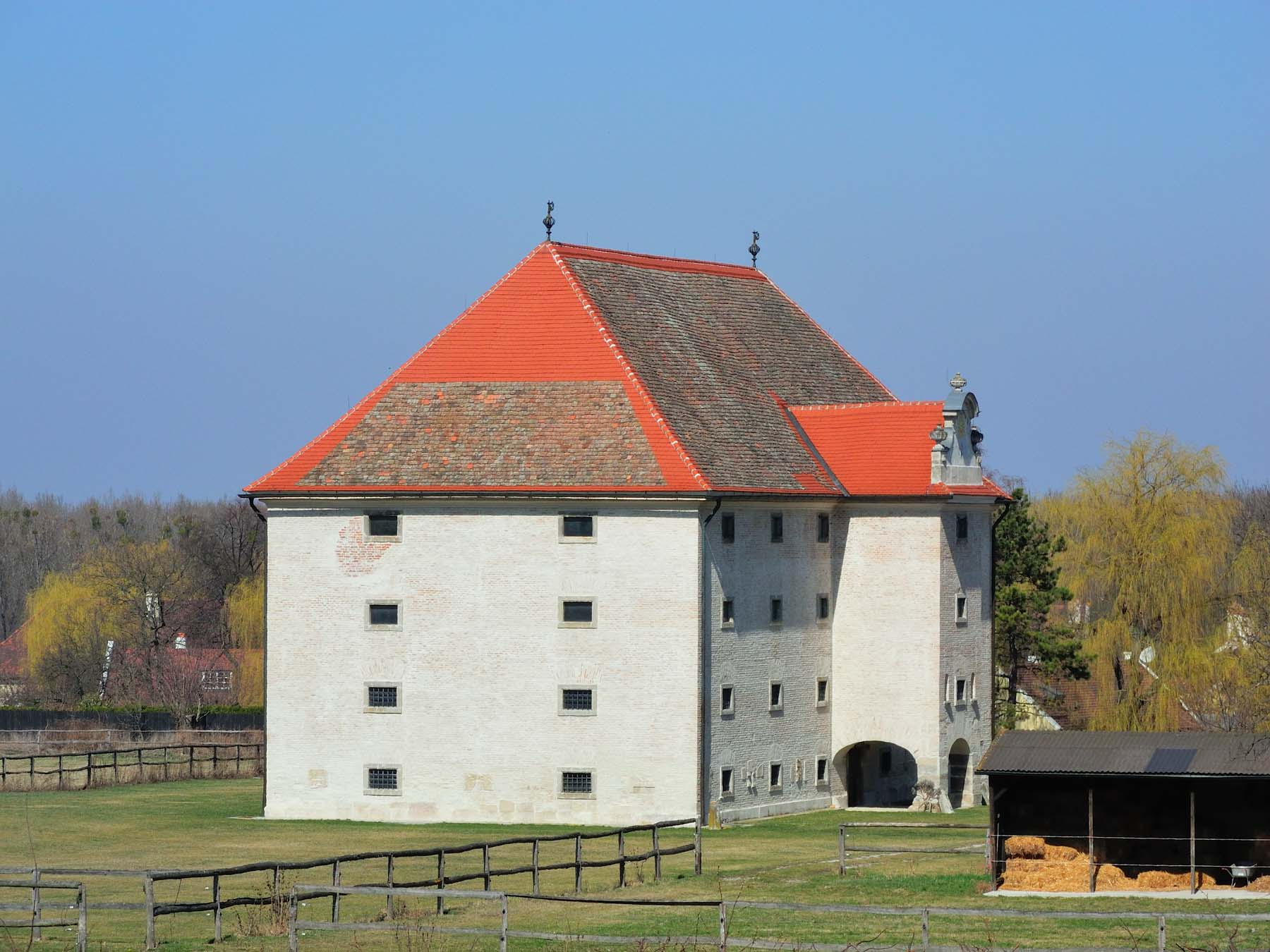
Gut Petronell (seit 1656)
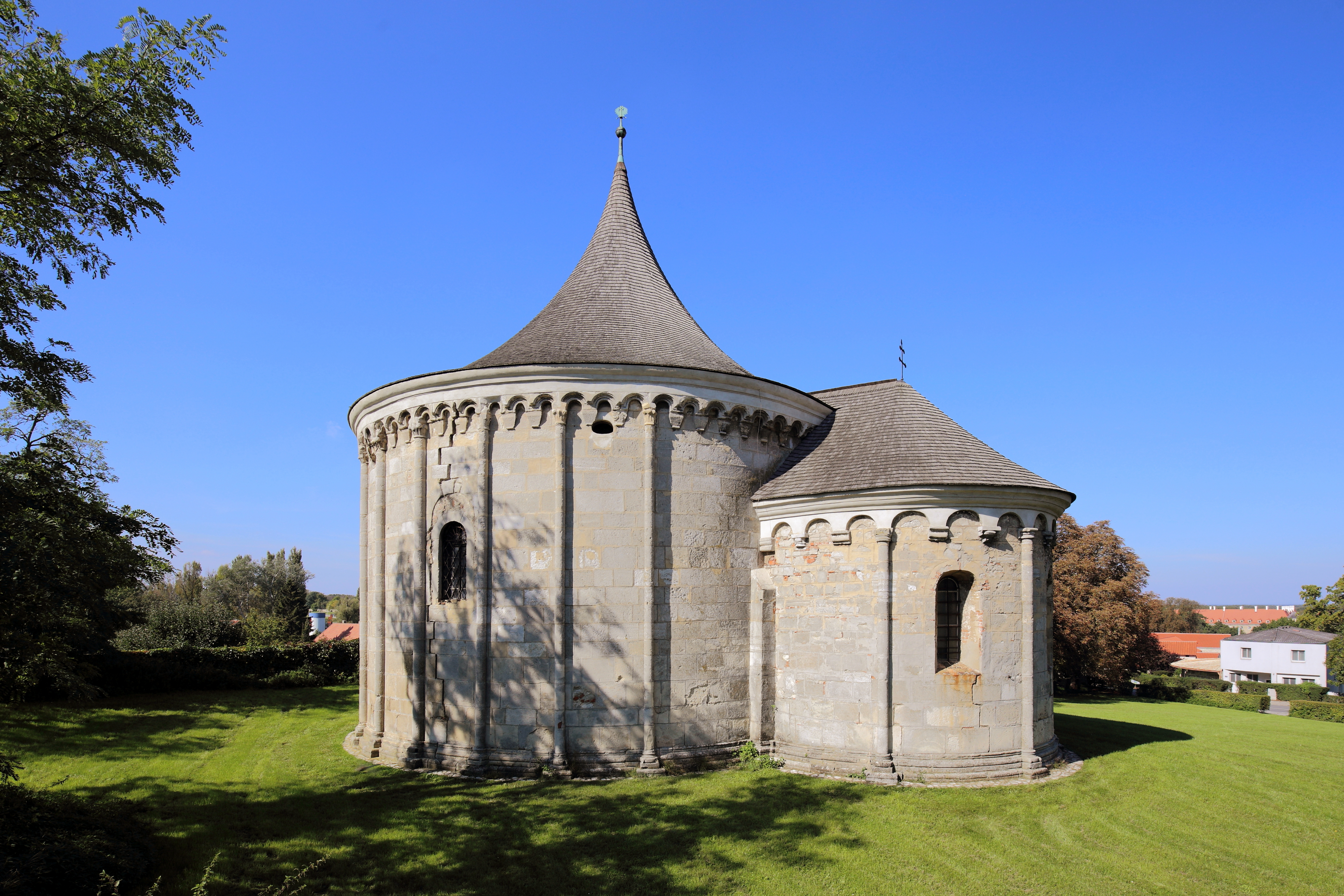
Rundkapelle Petronell (seit 1656)

### Ehemalige Besitzungen
Das Wiener Palais Abensperg-Traun in der Herrengasse war von 1401 bis 1855 im Familienbesitz, wurde mehrfach um- und wiederaufgebaut und 1855 abgerissen. Das Palais Abensperg - Traun in der Weihburggasse (erbaut 1872 bis 1874) wurde um 2017 verkauft. Das seit 1640 im Familienbesitz befindliche Schloss Bisamberg wurde 1961 verkauft, Schloss Petronell 2006, Schloss Bockfließ (ab 1635 im Familienbesitz) ging im Erbgang an die Grafen Goëss.

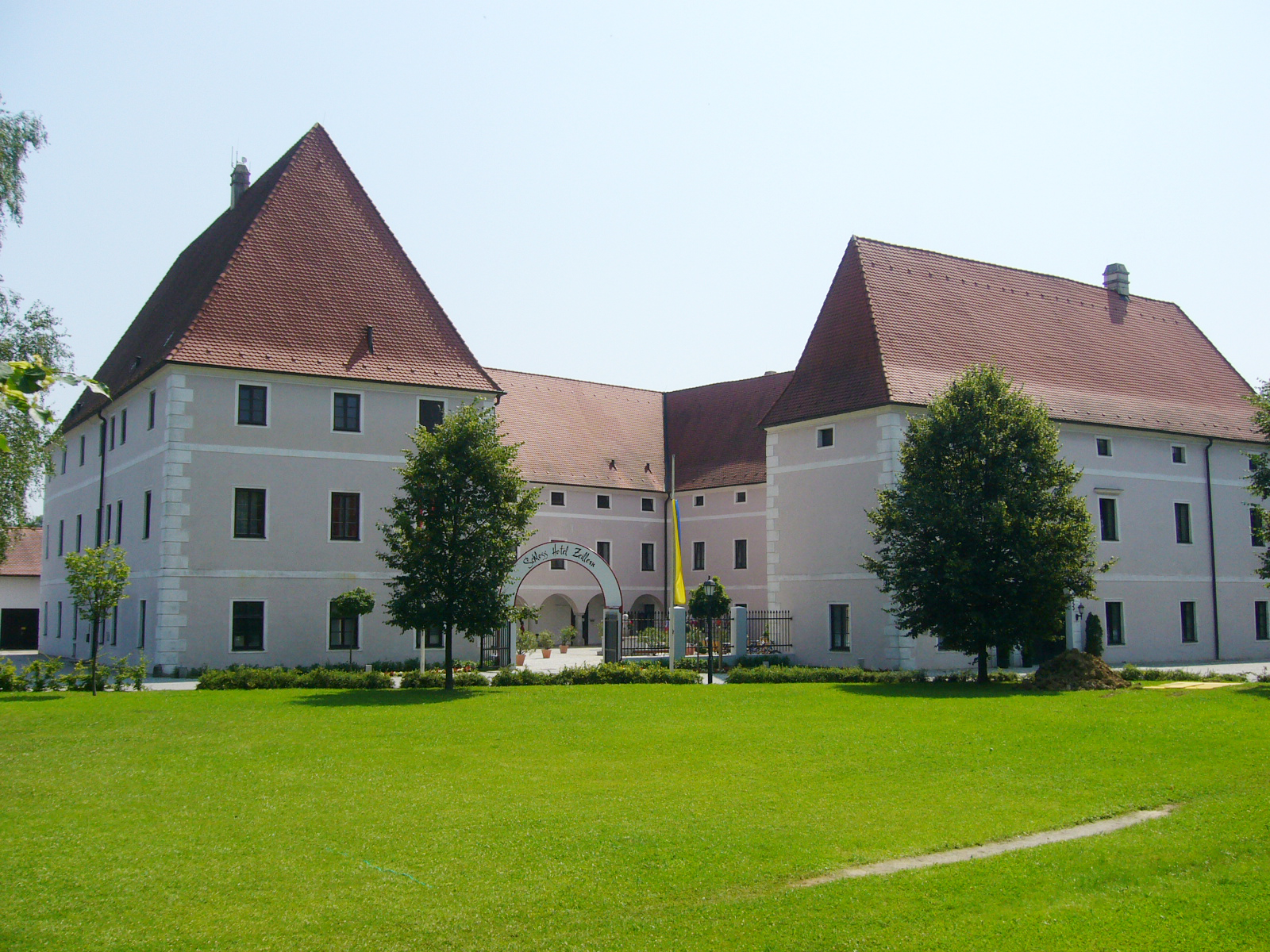
Schloss Zeillern (1239–1329)
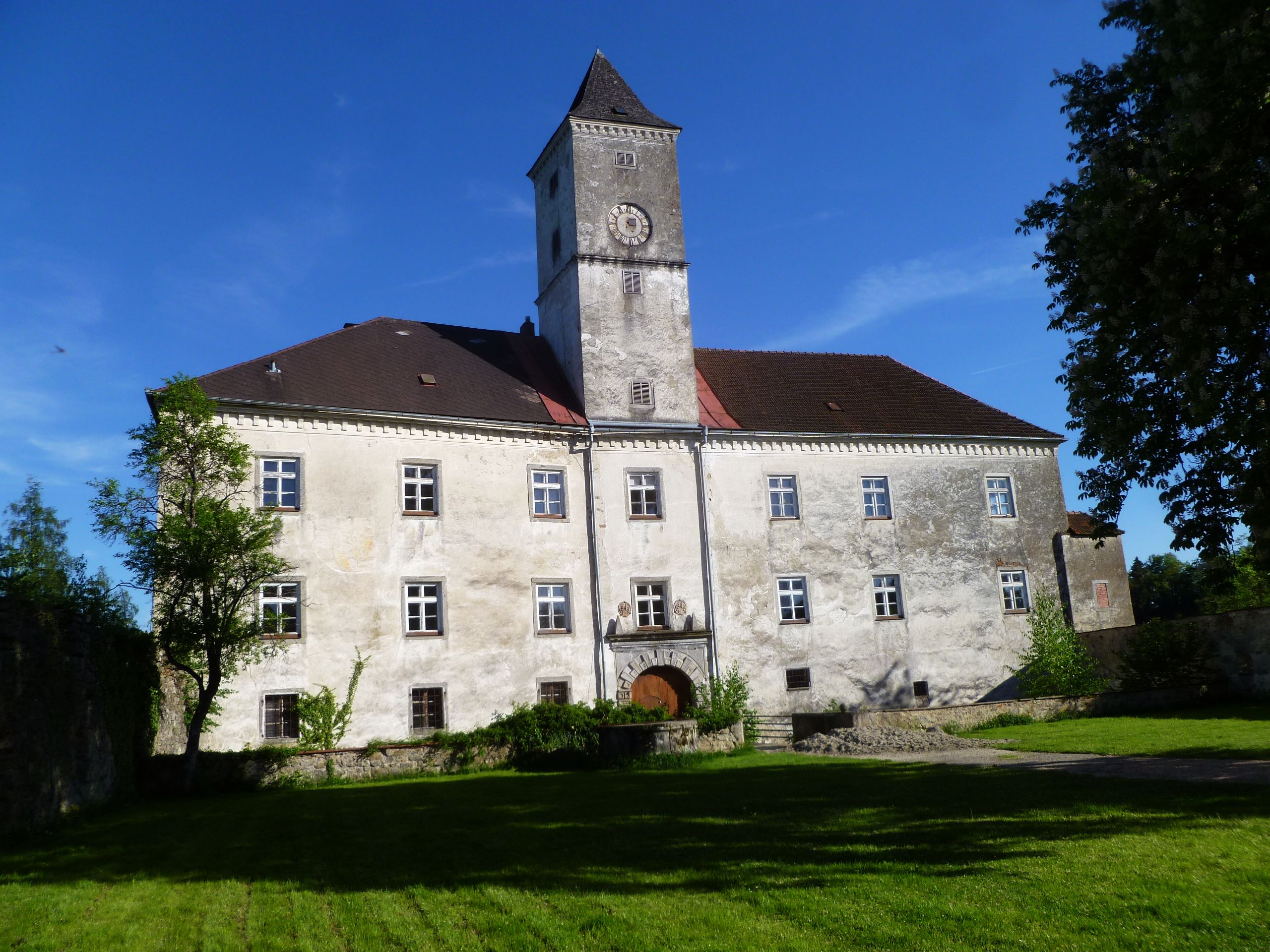
Schloss Eschelberg (1283–1560)
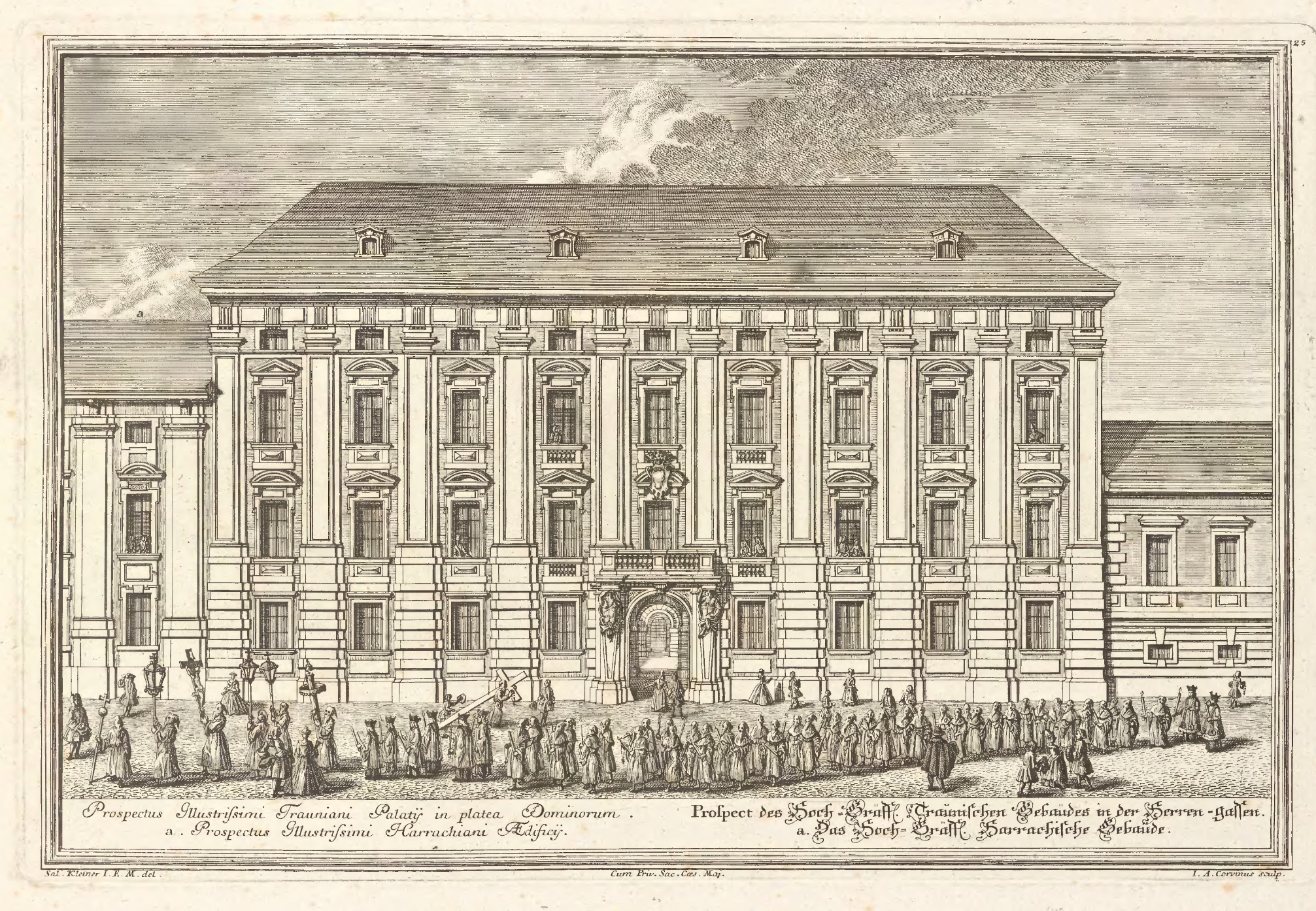
Wien, Palais Abensperg-Traun (Herrengasse) (1401–1855)
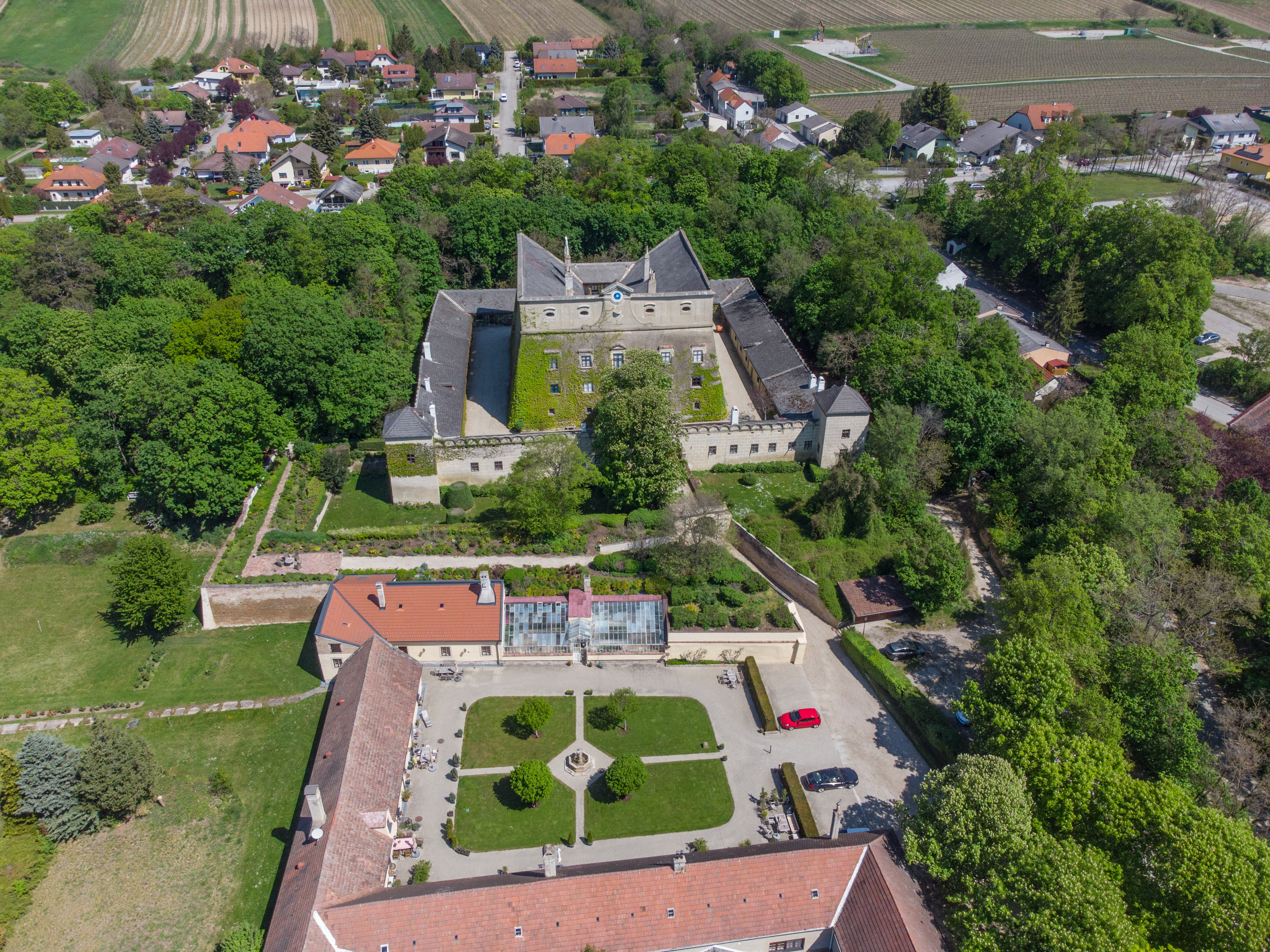
Schloss Bockfließ (ab 1635, im Erbgang heute Grafen Goëss)
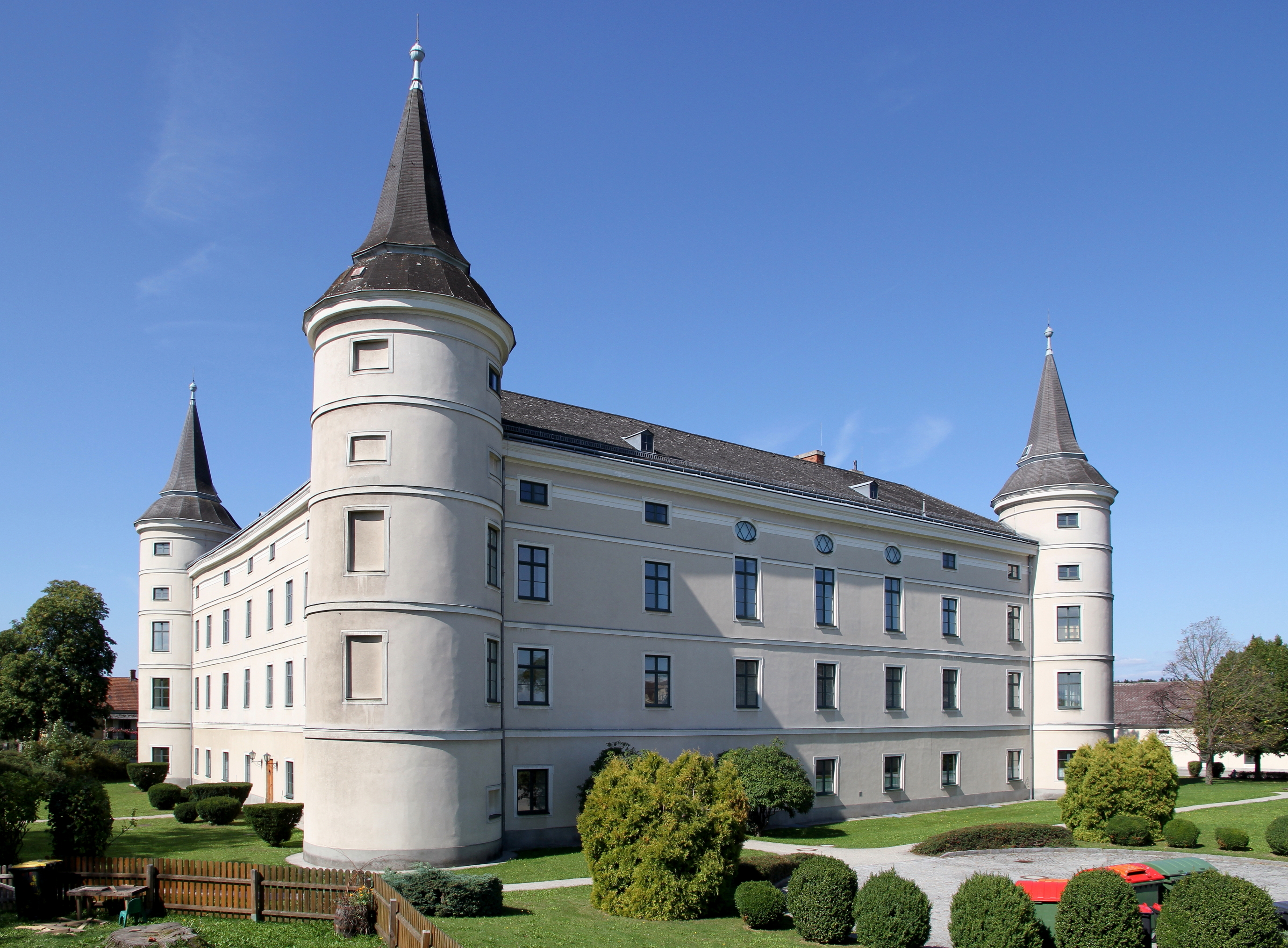
Schloss Wolfpassing (1635 bis ca. 1700)
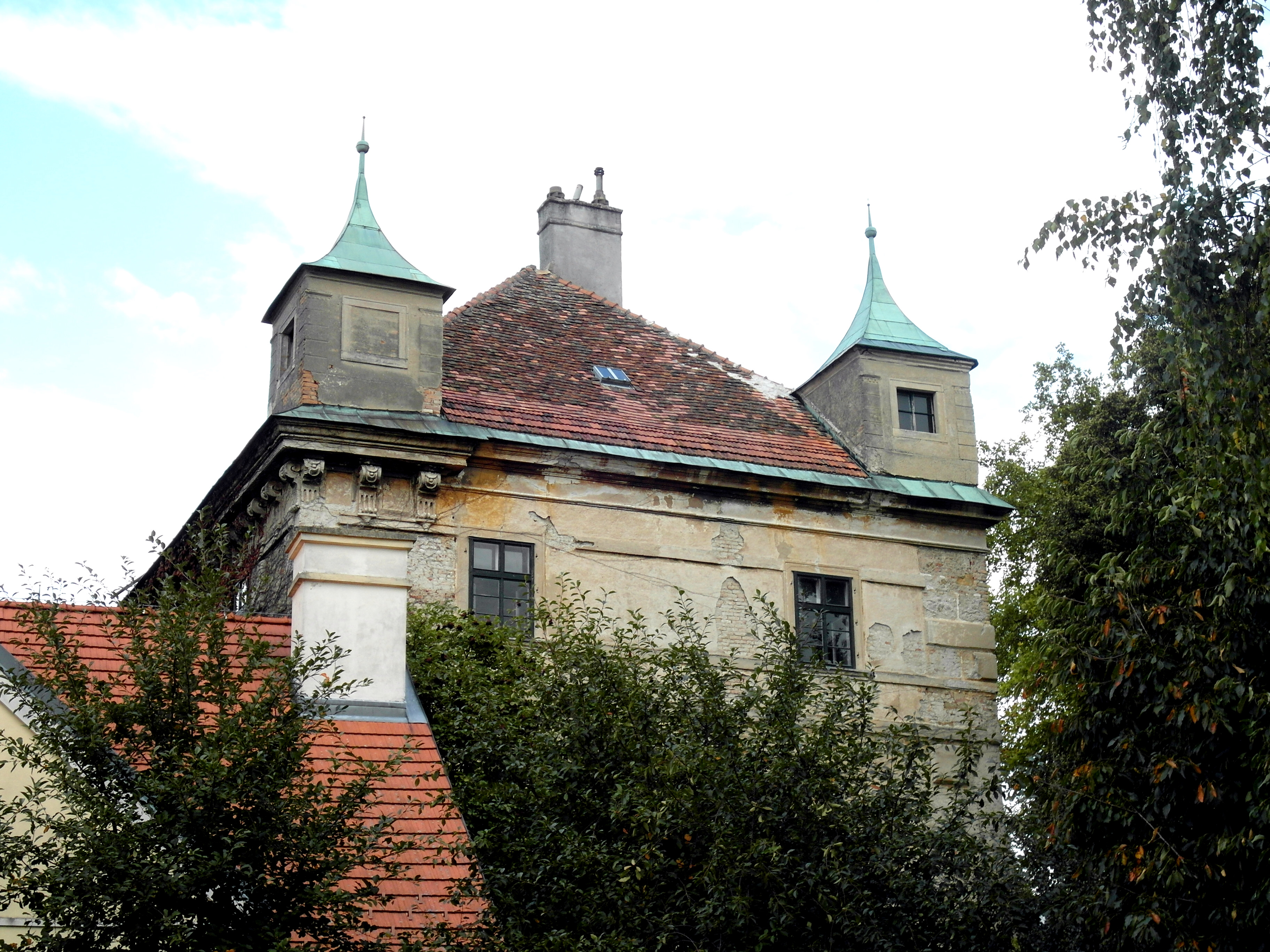
Schloss Bisamberg (1640–1961)
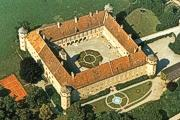
Schloss Petronell (1656–2006)
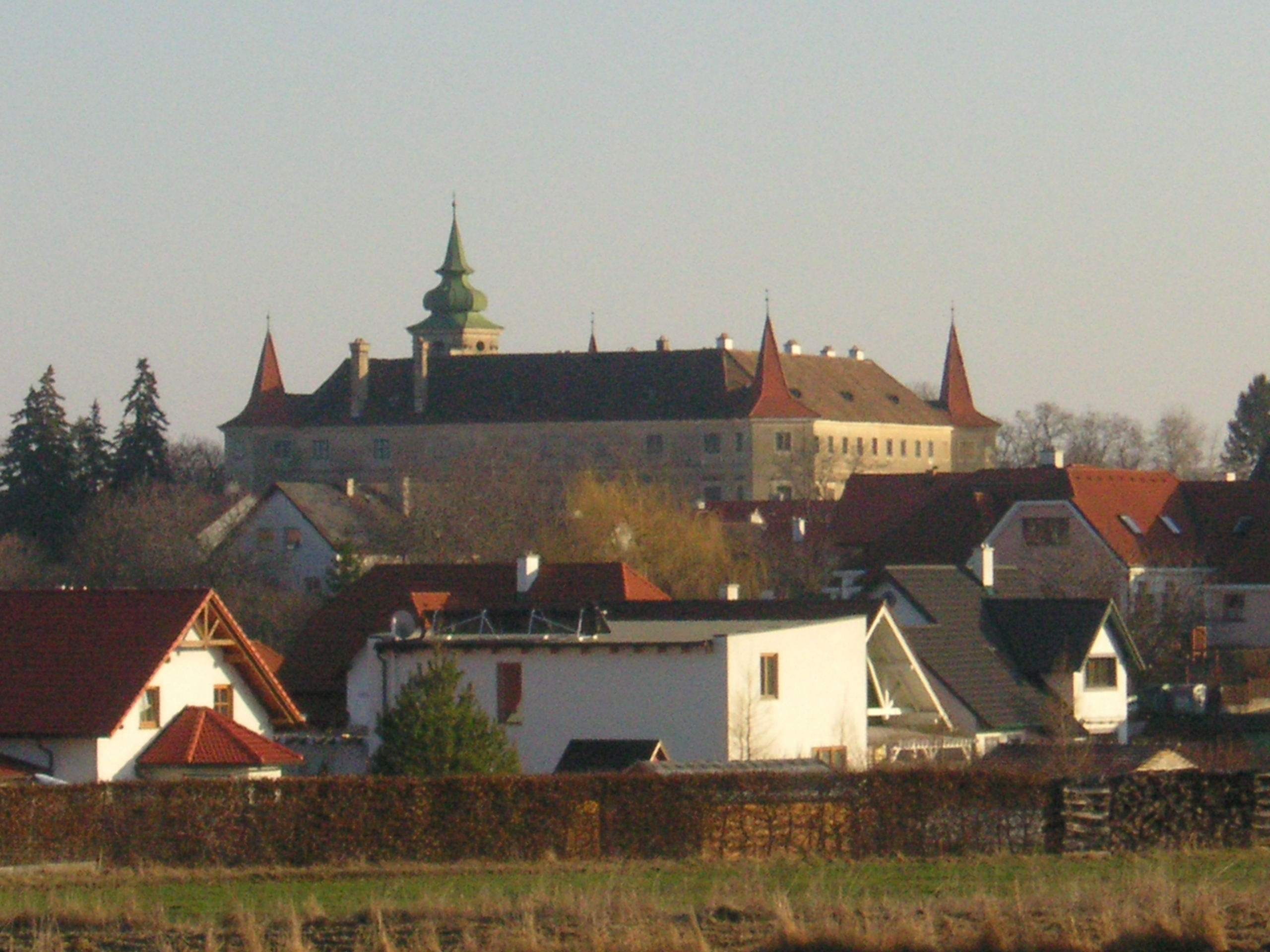
Schloss Droß (17. Jahrhundert)
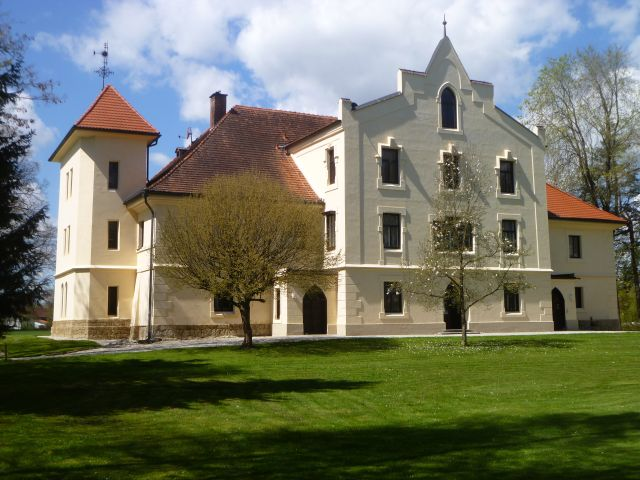
Schloss Mamling (1710–1748)
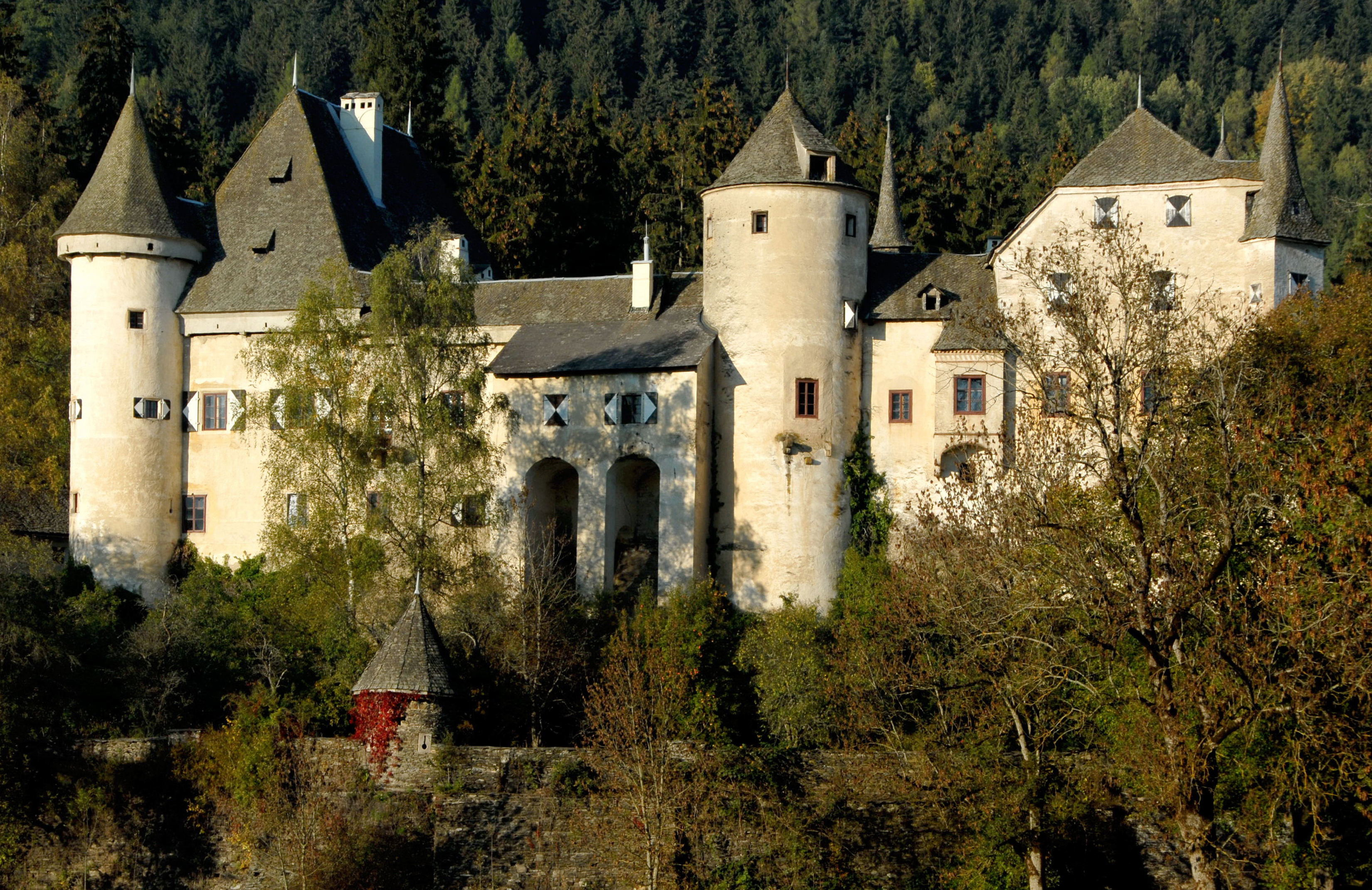
Schloss Frauenstein (1864–1909)
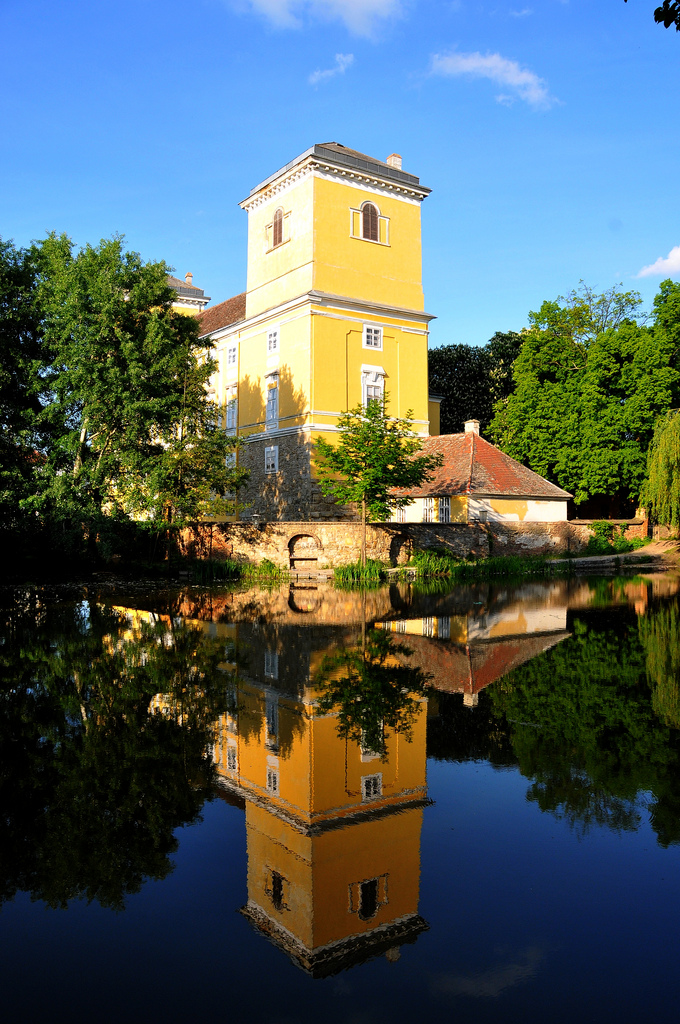
Schloss Wolkersdorf im Weinviertel (1870–1884)

## Wappen

### Wappenbesserung
1705 erlangte die Familie in der Person Otto Ehrenreichs das Erblandpanier- und Fähnrichsamt der Erzherzogtümer unter und ob der Enns, weshalb das seit 1259 nachweisbare und bis dahin nie veränderte, von Silber und Schwarz gespaltene Stammwappen durch die hinter dem Schild gekreuzten Fahnen von Nieder- und Oberösterreich gebessert wurde. Dazu kam der Wappenspruch: Mortuus vivam – (wenn auch) gestorben, werde ich leben (in der Erinnerung, auch wenn ich schon gestorben bin).

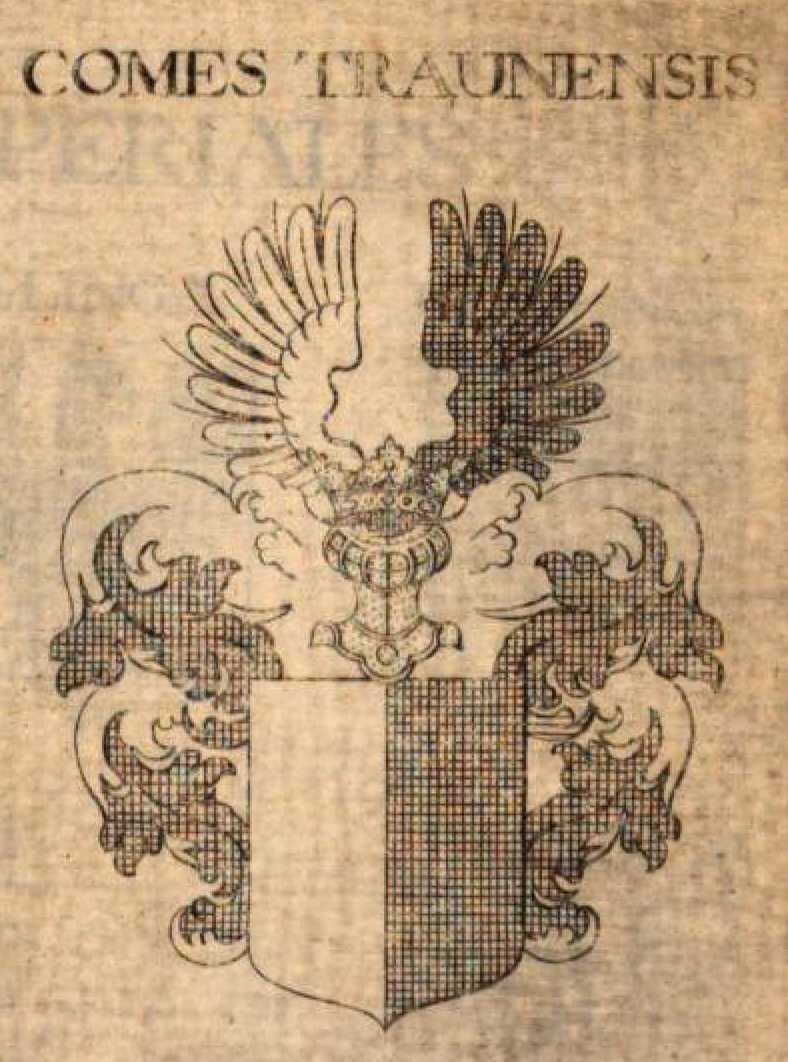
Wappen der Grafen von Traun, Wappenbuch. 2. Circulus Suevicus, ca. 1680.
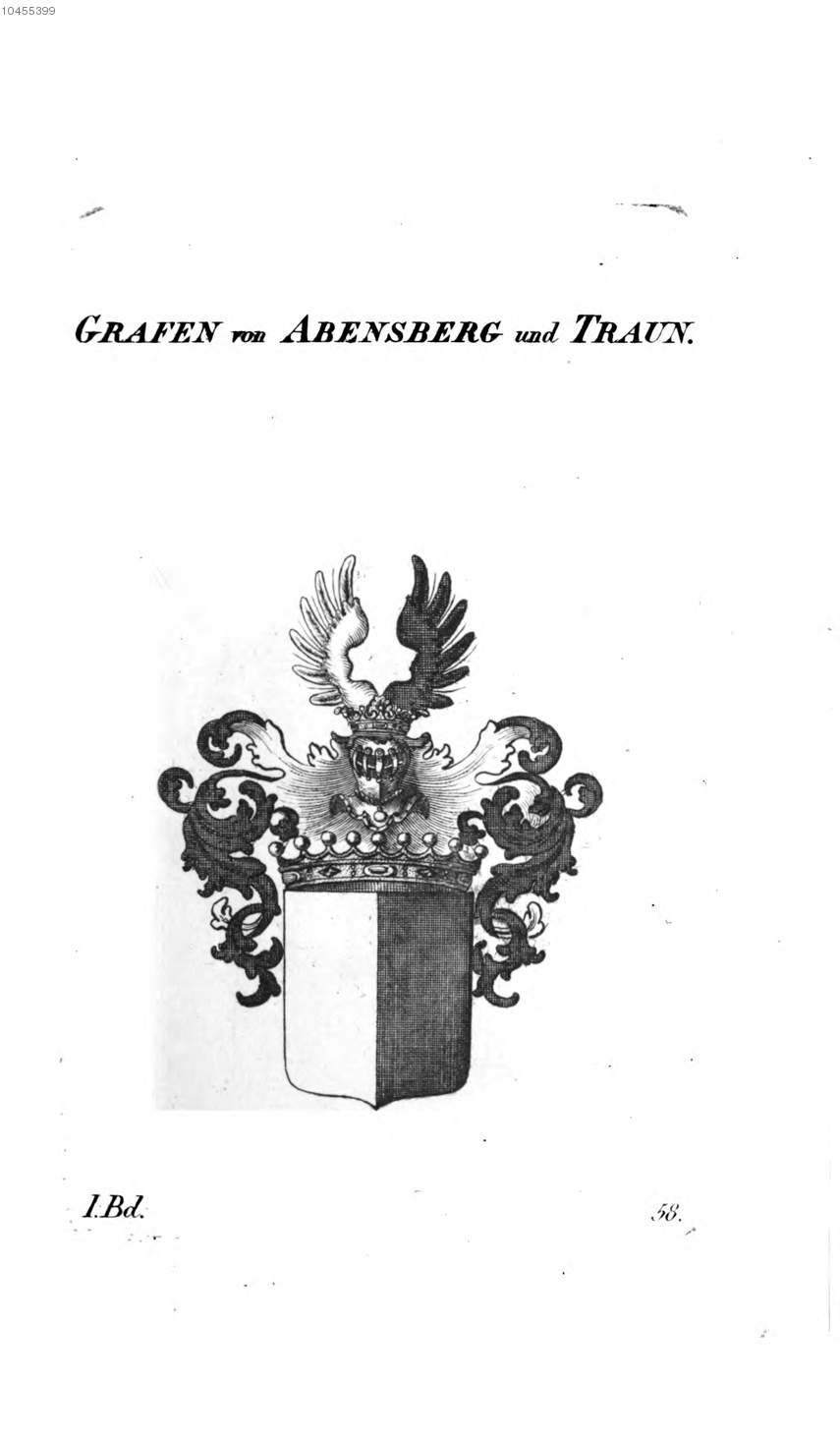
Wappen der Grafen Abensberg und Traun, nach Tyroff AT, zw. 1831 und 1868
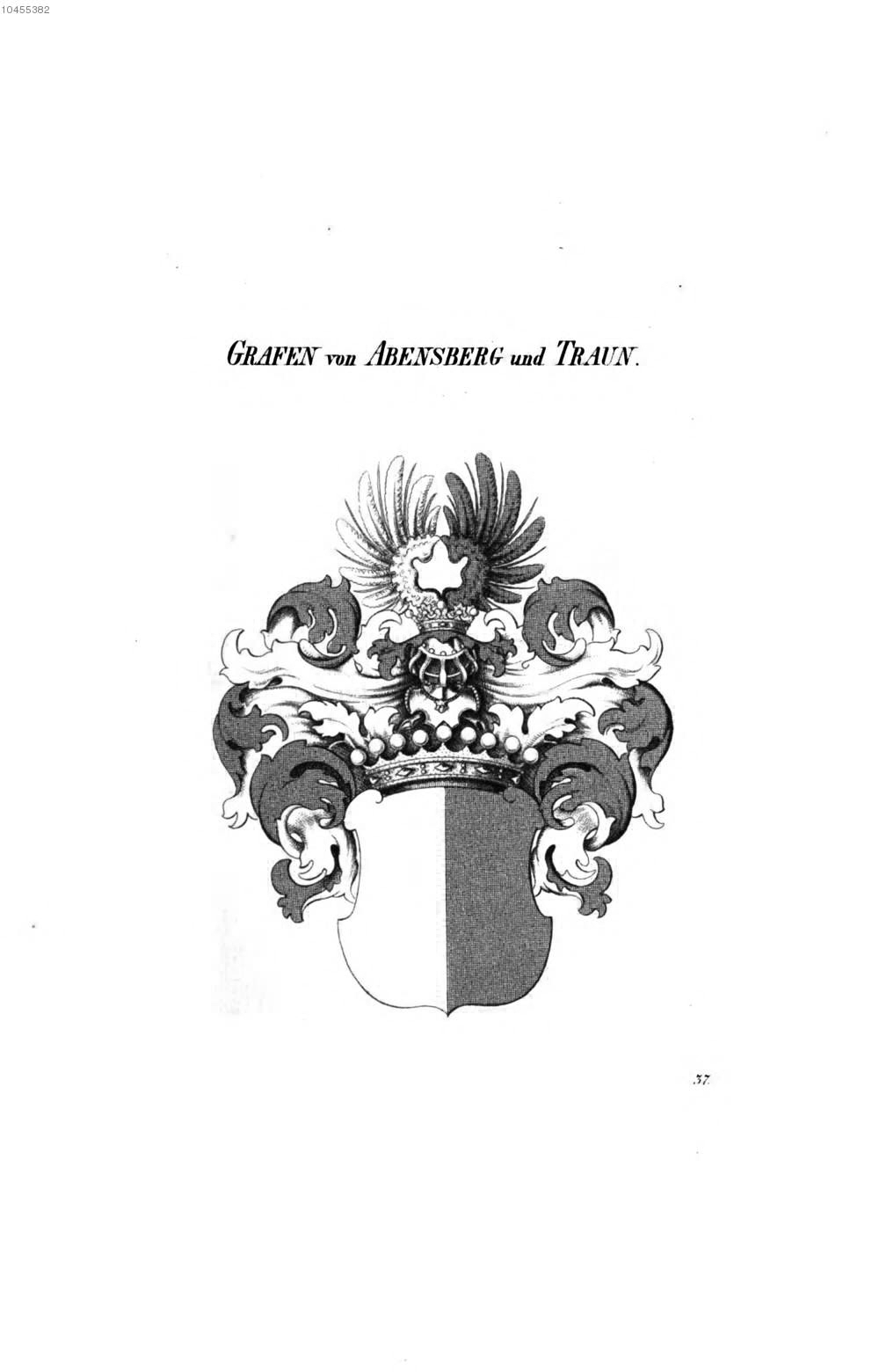
Wappen der Grafen Abensberg und Traun, nach Tyroff HA, zw. 1846 und 1865
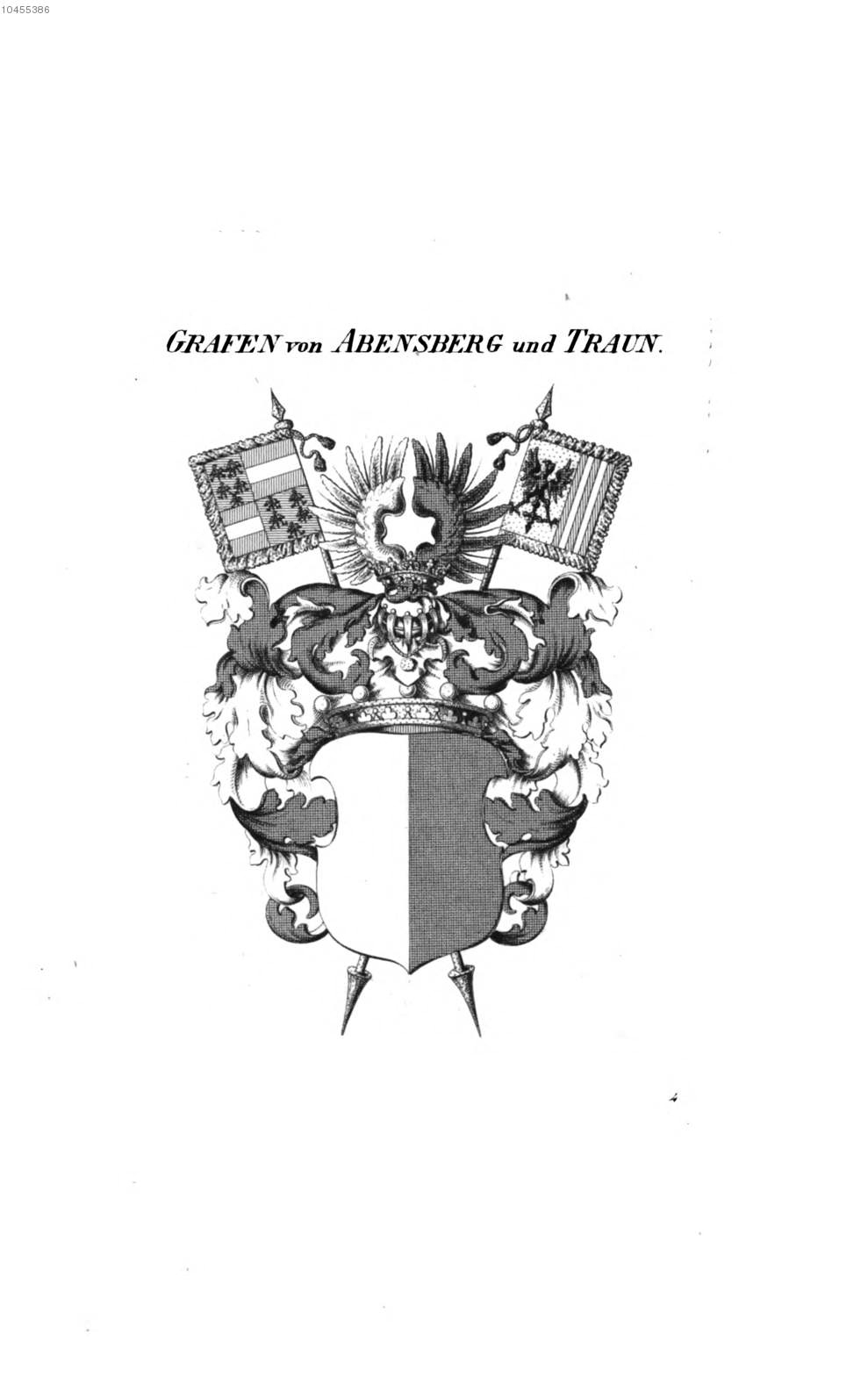
Wappen der Grafen Abensberg und Traun, nach Tyroff HA, zw. 1846 und 1865
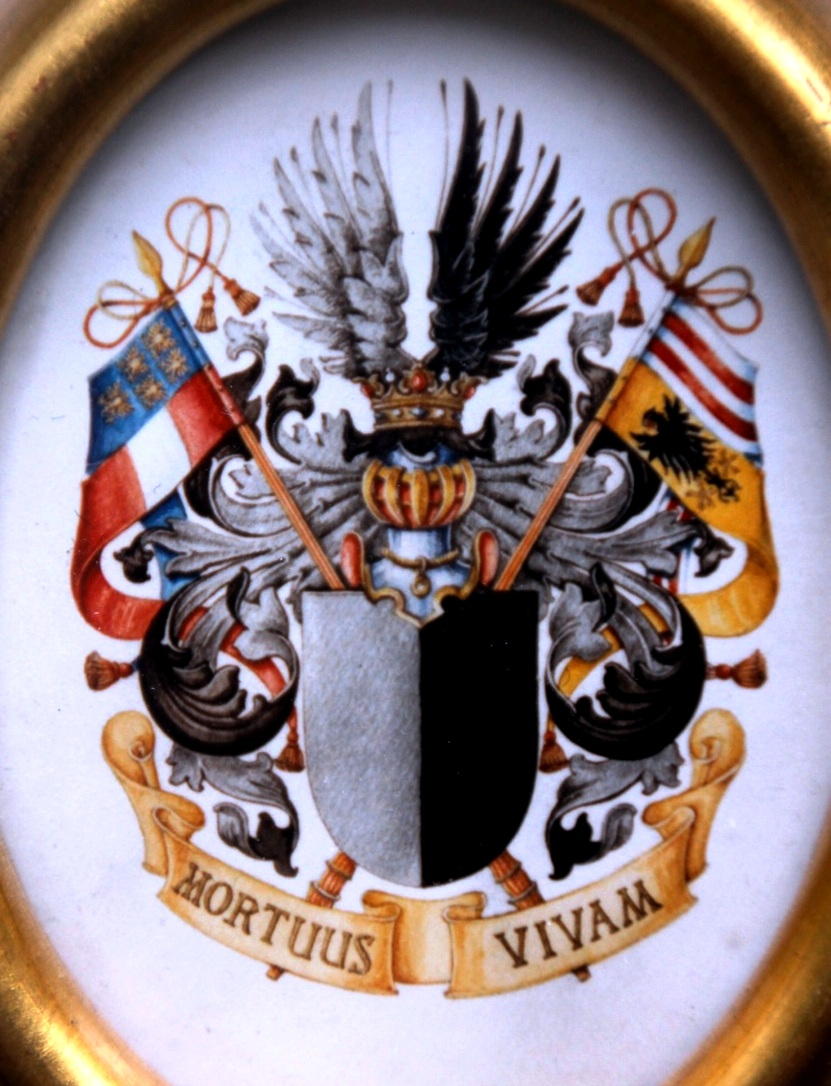
Erweitertes Wappen derer von Abensperg und Traun, ab dem 18. Jh. (1705)

## Namensträger

### Bedeutende Familienmitglieder
Unter den bedeutendsten Vertretern der Familie ist zunächst der zwischen 1328 und 1378 urkundlich genannte Jans (Hans) von Traun zu erwähnen, dessen abenteuerliches Leben außergewöhnlich gut dokumentiert ist. Jans von Traun, der unter anderem auch die Landeshauptmannschaft ob der Enns innehatte, kämpfte im Laufe seines Lebens in zahlreichen Schlachten in österreichischen und zeitweilig in englischen Kriegsdiensten, wo er während des Hundertjährigen Krieges gegen Frankreich 1356 als englischer Kriegshauptmann und Bannerträger fungierte.

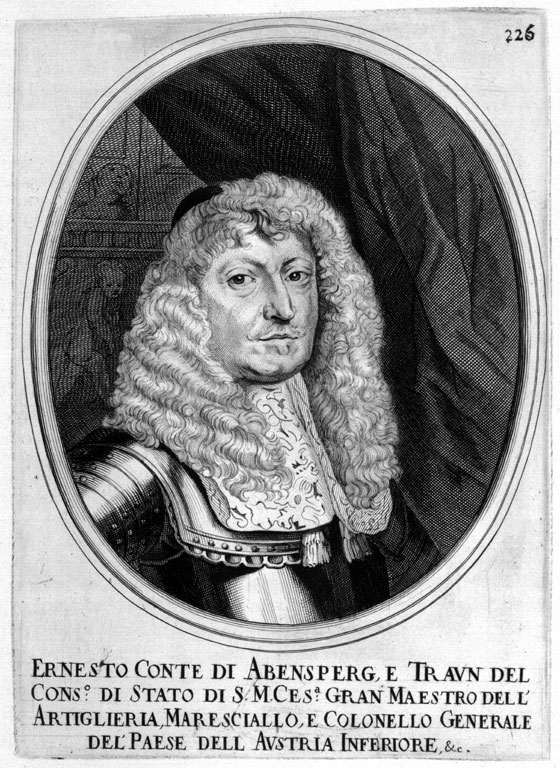
Generalkriegskommissär Graf Ernst von Abensperg und Traun (1608–1668)

Neben Sigmund Adam von Traun (1573–1638), der als Protestant anfänglich im Gegensatz zu den Habsburgern stand, nach seiner Konversion aber zum niederösterreichischen Kammerpräsidenten und Landmarschall avancierte, ist vor allem dessen Sohn Ernst Graf von Abensperg und Traun (1608–1668) von Bedeutung. Dieser stellte als Generalwachtmeister, Mitglied des Hofkriegsrats, Generalkriegskommissär von 1647 bis 1651 (zuständig für die Aufstellung, Ausrüstung, Bezahlung und Verpflegung der kaiserlichen Truppen am Ende des Dreißigjährigen Krieges), später Landmarschall von Niederösterreich und zuletzt, im Jahre 1668 Stadtkommandant von Wien eines der einflussreichsten Mitglieder des geheimen Rats Kaiser Ferdinands III. dar.
Zu den profiliertesten Familienangehörigen zählt auch Otto Ehrenreich (1644–1715), der als niederösterreichischer General-Landobrist nicht zuletzt aufgrund hervorragender Militärverdienste in den Orden vom Goldenen Vlies aufgenommen wurde und, wie erwähnt, das Oberst-Erbpanieramt von Österreich ob und unter der Enns erblich an die Familie Abensperg und Traun brachte. In der Zeit der österreichischen Besatzung während des Spanischen Erbfolgekrieges belehnte Kaiser Leopold ihn (kurzzeitig) mit der Herrschaft Abensberg in Bayern, dem einstigen Sitz der ausgestorbenen Abensberger Grafen.

### Feldmarschall Otto Ferdinand

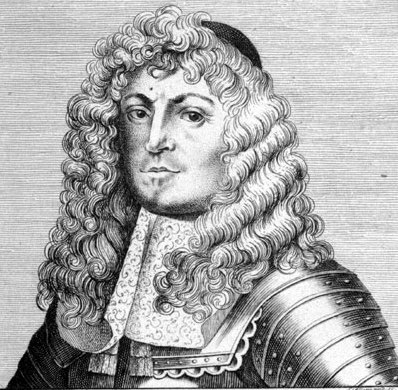
Feldmarschall Graf Otto Ferdinand von Abensperg und Traun (1677–1748)

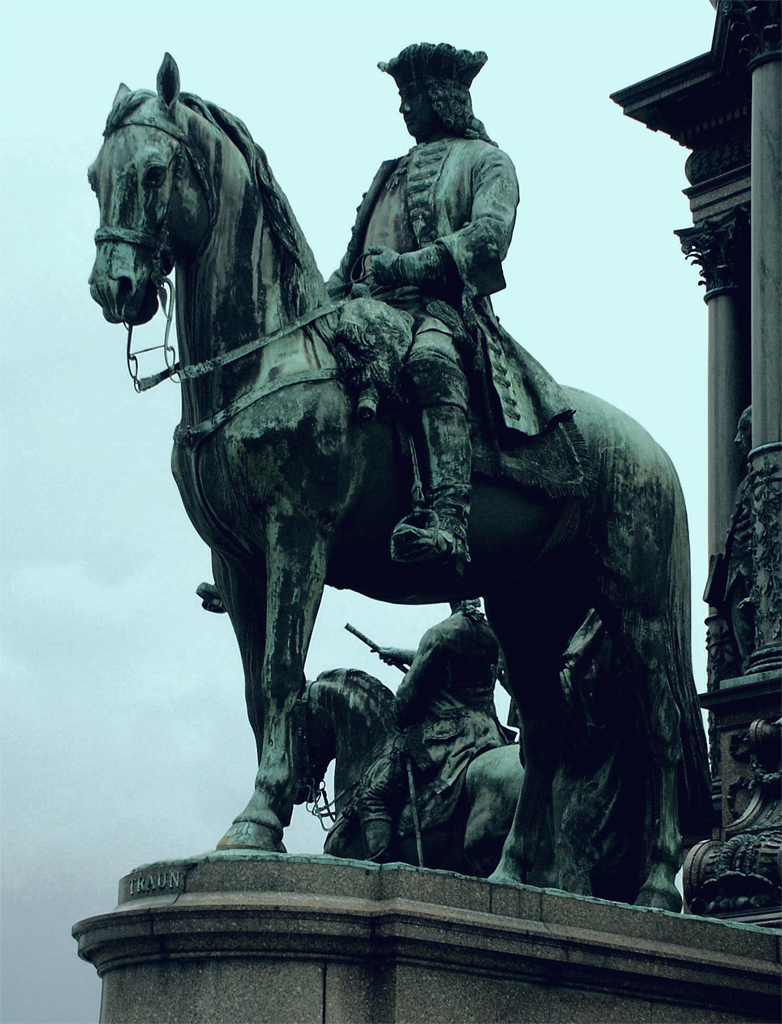
Statue des O.F. Traun am Maria-Theresia-Denkmal in Wien

Die bekannteste Persönlichkeit des Hauses ist wohl Feldmarschall Otto Ferdinand Graf von Abensperg und Traun (1677–1748), der 1696 in kaiserliche Kriegsdienste trat, 1712 ein eigenes Regiment erhielt, 1735 zum Feldzeugmeister und 1740 zum Feldmarschall befördert wurde. Im Österreichischen Erbfolgekrieg siegte er 1743 am italienischen Kriegsschauplatz bei Camposanto am Panaro über die Spanier und manövrierte 1744 die preußischen Streitkräfte aus Böhmen, wofür er im gleichen Jahr mit dem Orden vom goldenen Vlies ausgezeichnet wurde. Ohne Feldschlacht, doch mit den Folgen einer schweren Niederlage für Preußen ging der Feldzug zu Ende. König Friedrich II. hat die Meisterschaft Trauns voll anerkannt und ihn später als seinen Lehrer in der Kriegskunst bezeichnet.
In die Militärgeschichte ist Otto Ferdinand Abensperg und Traun als einer der größten österreichischen Feldherren des 18. Jahrhunderts eingegangen. Durch die kaiserliche Entschließung von Franz Joseph I. vom 28. Februar 1863 wurde Otto Ferdinand von Abensperg und Traun in die Liste der „berühmtesten, zur immerwährenden Nacheiferung würdiger Kriegsfürsten und Feldherren Österreichs“ aufgenommen. Auf dem 1888 feierlich enthüllten Denkmal der Kaiserin Maria Theresia in Wien ist der Feldmarschall in Form einer großen bronzenen Reiterstatue als einer der vier „Paladine der Kaiserin“ im Kreise der Generäle Daun, Loudon und Khevenhüller hoch zu Ross dargestellt.

### Familienmitglieder
- Hugo von Abensperg und Traun (1828–1904), österreichischer Politiker
- Julius Johann Wilhelm von Abensperg und Traun (1670–1739), k.k. Feldzeugmeister und Gouverneur von Messina
- Philipp Traun (Künstlername von Philipp Abensperg-Traun, *1976), österreichischer Schriftsteller[6]